# Eduard Kroker

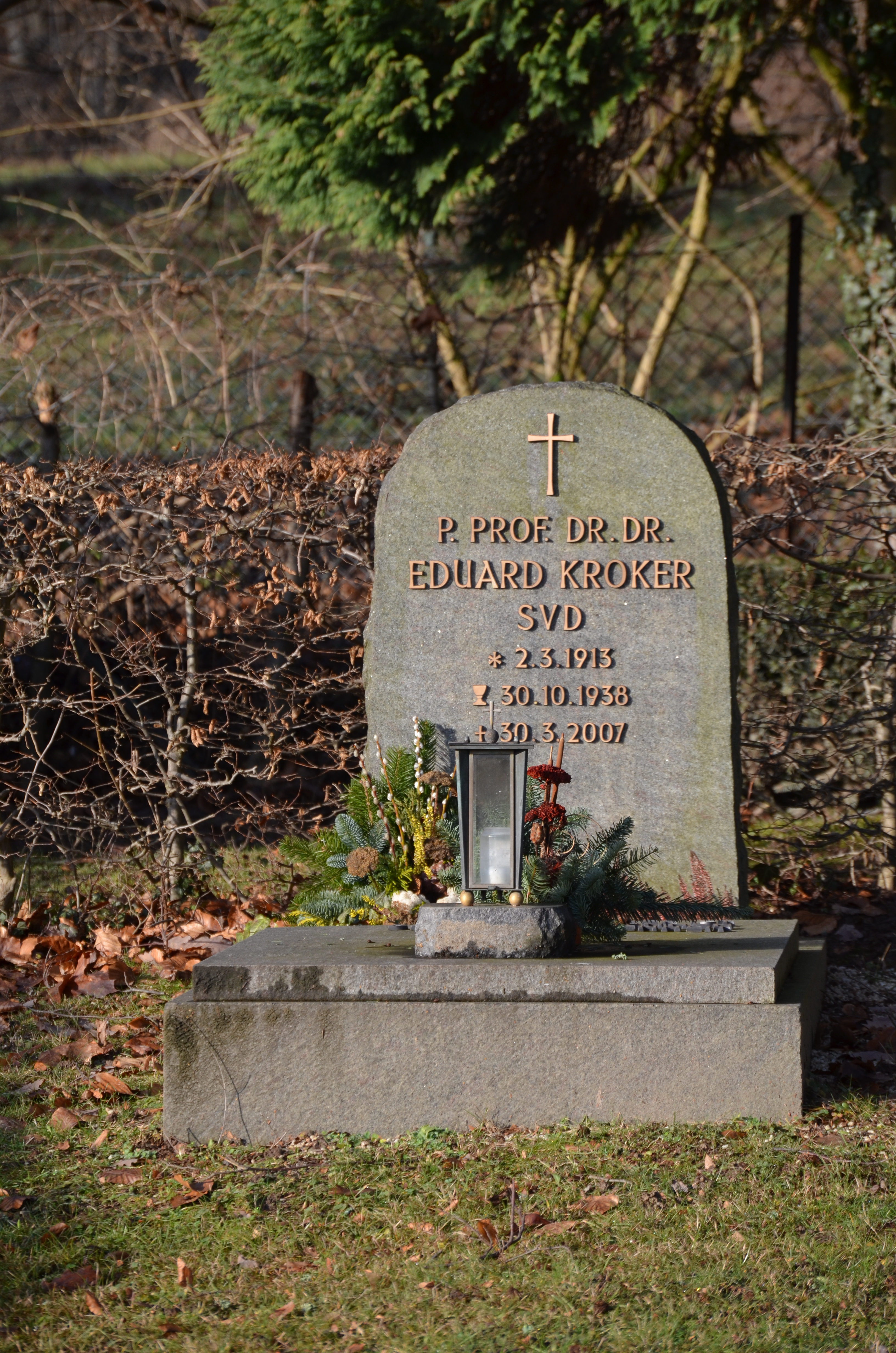
Das Grab von Eduard Kroker auf dem Friedhof von Königstein im Taunus

Eduard Kroker (* 2. März 1913 in Ludgerstal, Landkreis Ratibor im Hultschiner Ländchen; †  30. März 2007 in St. Wendel im Saarland) war ein deutscher Theologie-Professor, Steyler Missionar und 1938 in Rom geweihter Priester. Er wirkte als Asiengelehrter in China, Japan und dem Rhein-Main-Gebiet.
Kroker lehrte in Königstein im Taunus an der PTH Königstein (Gebäude heute von Kirche in Not). Er wohnte bis 2005 in dem gegenüber liegenden Gymnasium Bischof-Neumann-Schule, las täglich bis in das hohe Alter in der angehörigen Kirche die Messe. 
Er war Ehrenbürger von Königstein im Taunus und erhielt ein Ehrengrab; gründete und leitete  auch das Königsteiner Forum.   